# تفاعل تعويضي
التفاعل التعويضي في الكيمياء الحيوية هو تفاعل كيميائي يقوم بإنتاج مركبات وسطية في المسارات الأيضية (الاستقلابية) داخل الجسم؛ كما يحدث مثلاً في التفاعلات المشكلة لدورة حمض الستريك.
يؤدي الخلل في التفلاعلات التعويضية إلى حدوث اضطرابات في الجسم، كما هو الحال في عند نقص إنزيم بيروفات كربوكسيلاز، والذي يؤدي إلى تراكم حمض اللبنيك في الدم.